# Shriek
Shriek is een fictieve superschurk uit de strips van Marvel Comics. Ze is een vijand van Spider-Man. Ze werd bedacht door Tom DeFalco, Mike W. Barr, Terry Kavanaugh, Ron Lim, Jerry Bingham, en Mark Bagley in Spider-Man Unlimited volume 1 #1 (Mei 1993).

## Biografie personage
Shriek is een gevaarlijke en mentaal gestoorde crimineel met de gave om geluid te manipuleren. Ze werkte ook een keer samen met Carnage en verschillende andere superschurken.
Shriek’s oorsprong en echte naam zijn niet bekend. Ze werd ooit Sandra Deel genoemd toen ze nog maar net in de strips verscheen, maar later kreeg ze de naam Frances Louise Barrison. Volgens de Spider-Man Encyclopedia is dit ook haar echte naam, en is Sandra Deel een alias.
Gedurende haar jeugd werd ze mishandeld door haar moeder omdatze overgewicht had, wat haar tot drugsgebruik aanzette. Ze werd een drugsdealer, wat haar blootstelde aan omstandigheden die haar mentale toestand verergerden. Ze werd o.a. in het hoofd geschoten door een agent en in Cloak’s duistere dimensie opgesloten. De oorsprong van Shrieks krachten is ook een mysterie, maar een algemeen gebruikte theorie is dat ze een mutant is wiens krachten werden geactiveerd door haar verblijf in de duistere dimensie.
Shriek maakte haar debuut aan het begin van de "Maximum Carnage" verhaallijn. Toen Carnage ontsnapte uit een kliniek, ontmoette hij Shriek die zich bij hem aan wilde sluiten. De twee trokken de aandacht van andere psychisch gestoorde superschurken zoals Demogoblin, Doppelganger en Carrion. Samen vormden ze een soort “familie”. Shriek gebruikte haar krachten om de chaos nog groter te maken en de mensen van New York tegen elkaar op te zetten. De groep bevocht een team van helden, aangevoerd door Spider-Man. Shriek werd gevangen door de Avengers, Venom en Black Cat.
Shriek werd teruggebracht naar de psychiatrische inrichting. Eenmaal ontsnapte ze samen met Mayem, maar werd verslagen door Spider-Man en John Jameson. Ze ontsnapte een tweede keer samen met Carrion, en absorbeerde zijn Carrion virus. Dit virus werd weer van haar afgenomen door Jackal, waarna ze weer in de inrichting belandde. Sindsdien is er niets meer van haar vernomen.

## Krachten en vaardigheden
Shries kan geluid manipuleren op meerdere manieren. Ze kan het gebruiken voor destructieve doeleinden of om haar vijanden te desoriënteren. Ze kan via geluid iemand emoties oproepen en versterken. Ze heeft ook de gave om te zweven en te vliegen.
Mogelijk heeft ze ook een soort van psionische kracht, die haar in staat stelt de duistere kant van iemand te voelen. Hierdoor kan ze haar kracht gebruiken om de emoties in die persoon te versterken. Haar linkeroog gloeit altijd op als ze haar krachten gebruikt.

## In andere media

### Film
Shriek verschijnt als een schurk in de film Venom: Let There Be Carnage uit 2021 waarin ze gespeeld wordt door Naomie Harris. 

### Videospellen
Shriek was een eindbaas in het videospel Spider-Man and Venom: Maximum Carnage. Ze zal ook meedoen in het spel Spider-Man 3 als een van de kleinere vijanden.

## Andere Shriek
Shriek is tevens een naam gegeven door fans aan de symbioot superschurk Agony.